# Oleanna
 (juillet 2024).
Si vous disposez d'ouvrages ou d'articles de référence ou si vous connaissez des sites web de qualité traitant du thème abordé ici, merci de compléter l'article en donnant les références utiles à sa vérifiabilité et en les liant à la section « Notes et références ».

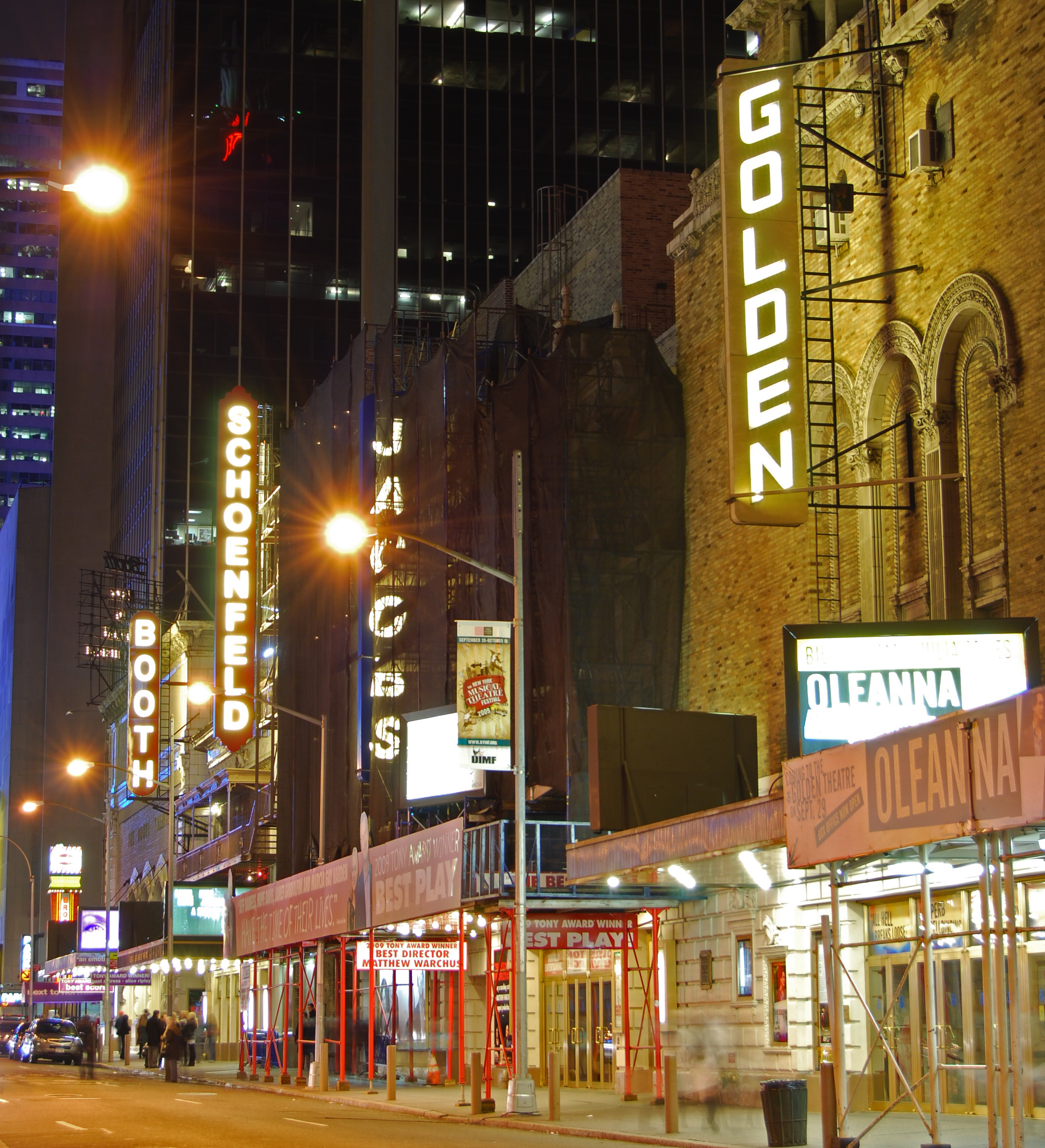
Le théâtre de Broadway sur la 45 rue, ou a été joué le drame Oleanna

Oleanna est un drame en trois actes, écrit par David Mamet.  Avec Glengarry Glen Ross, il s'agit de l'une des pièces les plus marquantes de son auteur.
Écrite en 1992, la pièce a été représentée aux États-Unis à l’America Repertory Theatre, dans le Massachusetts, le 1er mai 1992 dans une mise en scène de l’auteur, et jouée par William H. Macy et Rebecca Pidgeon.
L’année suivante Oleanna est jouée en Angleterre le 24 juin au Royal Court Theatre de Londres, dans une mise en scène d’Harold Pinter, avec David Suchet et Lia Williams.
Le 22 mars 1994, la pièce est représentée pour la première fois à Paris, au Théâtre de la Gaîté-Montparnasse, avec Charlotte Gainsbourg et Maurice Benichou, qui signe également la mise en scène.  La même année, la pièce est jouée au Rideau de Bruxelles, dans une mise en scène d'Adrian Brine, avec Christian Crahay et Valérie Marchant, ainsi qu'au Théâtre de Quat'sous, à Montréal, dans une mise-en-scène de Micheline Lanctôt.
2007 marque le retour de la pièce à Paris, au théâtre du Passage vers les Étoiles, avec Laëtitia de Rosa et Stanislas Kemper, dans une mise en scène de Charles Patin O'Coohoon.
En 2012, la pièce est à nouveau jouée au théâtre du Lucernaire du 20 juin au 1er septembre, mis en scène par Patrick Roldez sur la traduction de Pierre Laville, avec Marie Thomas et David Seigneur.

## Argument
Aux États-Unis, John, professeur d’une quarantaine d’années, reçoit dans son bureau une de ses élèves : Carol, 20 ans. Alors qu’il est sur le point d’acheter une maison, et qu’il va être titularisé, Carol va progressivement s’immiscer dans sa vie, parce qu’elle juge son enseignement discriminatoire et élitiste, elle qui est issue d’un milieu défavorisé.
Leur face à face devient une lutte où l’incapacité de se comprendre empêche toute communication.
Œuvre qui compte parmi les plus marquantes de David Mamet, ce huis clos livre sur fond de harcèlement sexuel une réflexion mordante sur l’éducation, entre jeux de pouvoir et nécessité de réussir dans une Amérique qui semble n’avoir jamais été aussi proche de nous.

## Adaptation
David Mamet a lui-même adapté sa pièce au cinéma.